# Nemencha
Les Nememchas ou  Nementcha (en arabe : النمامشة; en berbère chaoui : ⴰⵀ ⵏⵎⵎⵓⵛ, Ah Nemmuš) sont une grande confédération tribale algérienne, appartenant aux Chaouis.  La confédération est installée dans un territoire qui porte leur nom en Algérie : le « pays Némencha ». Ce territoire appartient géographiquement à l’espace Aurès-Nemencha. 
Les Nemencha, fraction de la grande confédération arabo-berbère des Zénètes et des Houaras, habitent aujourd'hui les régions de Tébessa et Khenchela.

## Territoire

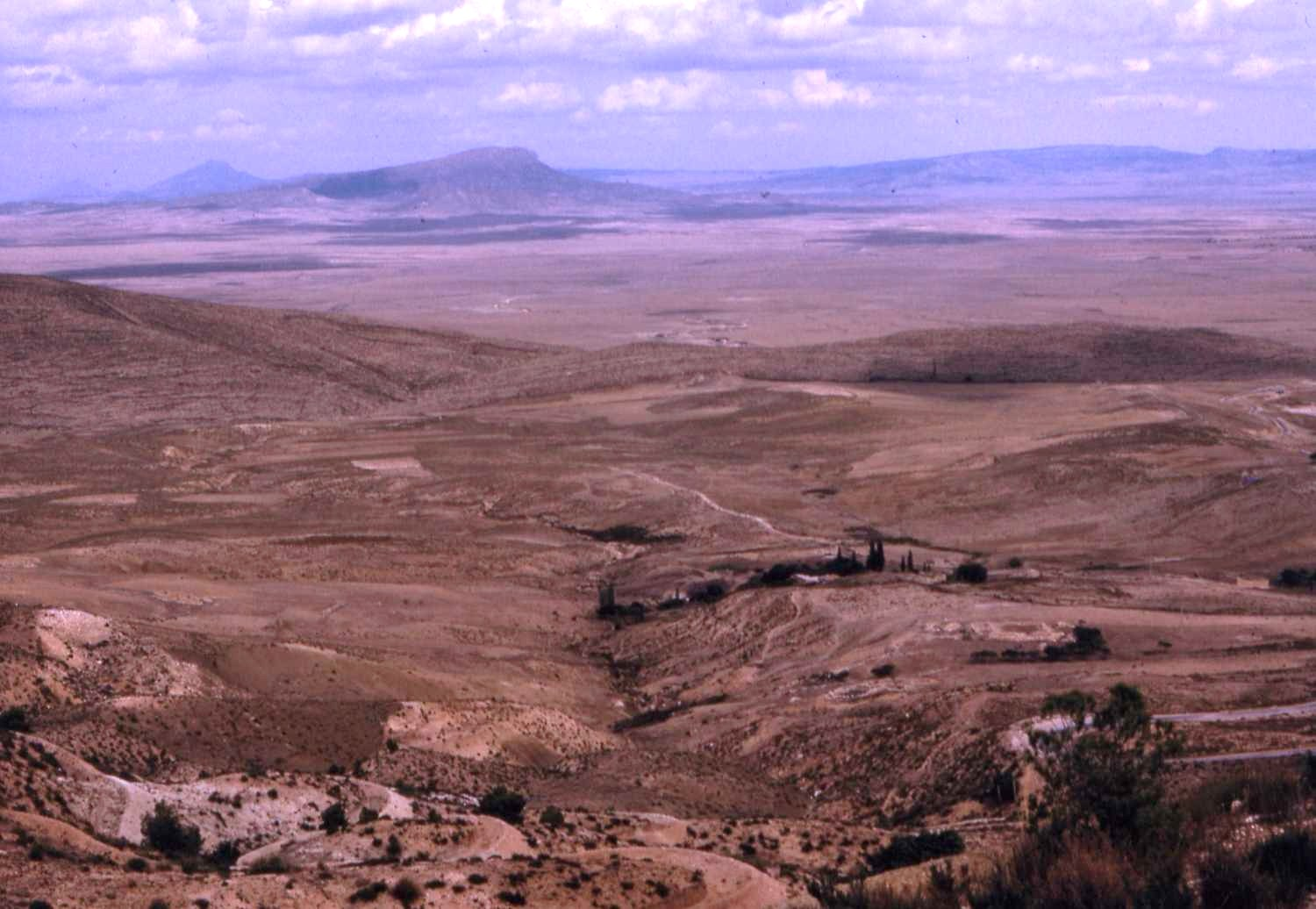
Paysage des Nemencha (1975).

Le « pays Nememcha » constitue un quadrilatère enfermé entre Tébessa, Bir el-Ater, Khenchela et Khenguet Sidi Nadji. Il se subdivise en deux parties :
- la première, située sur les Hautes terres (hauts plateaux), où se trouvent presque tous les terrains de cultures, constitués par les plaines ;
- la seconde plus vaste est les monts des Nemencha et des piémonts sahariens.

Ils sont les voisins des confédérations des tribus berbères des Fraichiches du côté de Kasserine, et des arabes Hamama du côté de Gafsa ainsi que les Ouled Sidi Abid sur la frontière,. À l'ouest, ils sont limités par les tribus chaouïa du Djebel Chéchar et les Amamra, au nord par la confédération tribale chaouïa des Haraktas et la tribu arabophone maraboutique des Ouled Sidi Yahia et au sud, ils sont limitrophes des tribus du Souf.
Les villes actuelles qui abritent les chaouis nemouchi sont : Khenchela, Ouled Rechache (Zoui), Babar, El Mahmal (Tazougart) pour la wilaya de Khenchela et de Cheria, El Ogla, Stah Guentis pour la wilaya de Tébessa. D'autres Nemencha se sont installés dans la ville d'El Oued, dans le Souf.

## Histoire

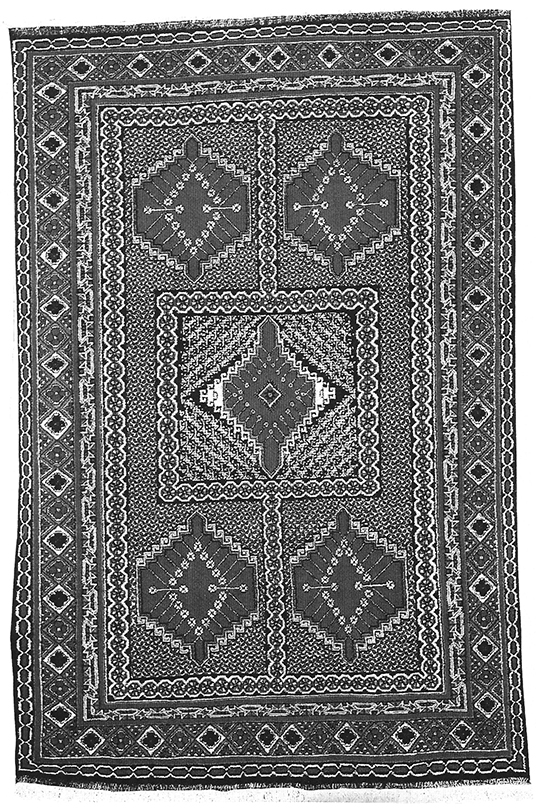
Tapis des Nemencha Tapis de Babar

Les Nemencha sont une confédération tribale arabo-berbère chaouie. La confédération serait soit d'origine Berbère Houara selon Tassadit Yacine, soit arabe selon des traditions orales, soit arabo-berbère, composée de clans arabes et berbères selon Ernest Carette.
Cependant, les auteurs de la période coloniale ont constaté, que le seul idiome utilisé était le chaoui, même si les habitants se disaient Arabes. Il y a eu parmi la confédération l'absorption d'éléments hilaliens et soleymites. Mais les prétentions à une origine arabe sont aujourd'hui totalement dépassées. Les Nemencha assument pleinement une amazighité exprimée par la fidélité au berbère chaouïa.
Selon leurs traditions et des sources écrites, ils ont été chassés du djebel Chechar au Moyen Âge par les Beni Barbar. La confédération comprend actuellement trois grandes fractions : les Ah Rechaïch, les Brarcha et les Alaouna. 
Les Zénètes du Chechar se présentent comme partagés en quatre groupes qui parlent le même dialecte berbère :
- Les Nemencha
- Les Beni Barbar, qui occupent encore l'oued Bedjer, de Zawia à Ciar.
- Les Ayth Sultan, qui occupent la partie septentrionale du Chechar.
- Les Oulad Khiar, expulsés comme les Nemencha, et fixés durant la période coloniale dans le cercle de Souk Ahras.

Berbères arabisés, ils se déplaçaient entre Tébessa au Nord et le Souf au Sud, suivant les cycles d’une économie agropastorale et les impératifs fiscaux de l'État central (fatimide, ziride, almohade, hafside, ottoman). Les Nememsha parviennent à s'imposer, à partir du xviiie siècle leur pouvoir sur la région s'étendant du mont Cherg (Aurès) au Djérid et de Tébessa au Souf. Les Nemencha, qui étaient les véritables maîtres de la région durant la période ottomane, ont résisté durablement à la conquête française. La ville de Tébessa n'est prise qu'en 1851.
Historiquement, les Némencha ont des relations conflictuelles avec les Fraichiches tunisiens.

## Langues

Carte des aires linguistiques du nord-est algérien, montrant l'espace berbérophone chaoui

Les Nemencha sont berbérophones. Leur parler représente l'extension orientale des parlers chaouis et fait partie du groupe oriental du chaoui qui rassemble les parlers des tribus voisines : Haraktas, Amamra, et tribus du Chéchar.
Il est en contact direct avec les parlers arabes bédouins. La langue berbère chaoui demeure vivace chez eux. Néanmoins, elle résiste mieux chez les Nemencha de la wilaya de Khenchela (Ah Rechaïch) alors que dans la wilaya de Tébessa l'arabisation y est plus profonde et plus ancienne.
Exemples de lexique : 
| Parler des Némencha | Français   |
| ------------------- | ---------- |
| azellum             | Ceinture   |
| atrar               | Neuf       |
| ameččuk             | Un garçon  |
| luqq-a              | Maintenant |
| zzitun              | Olives     |

## Société

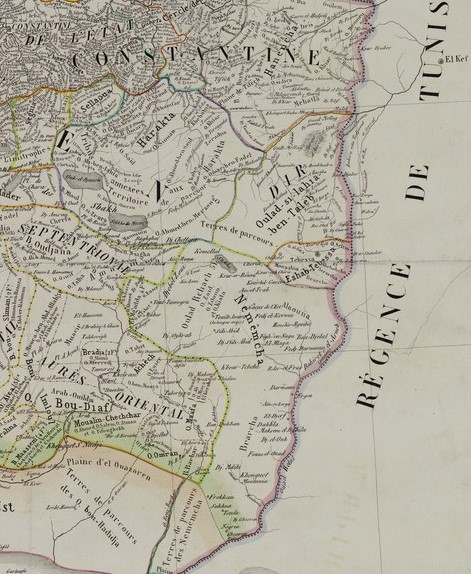
Territoire des Nemencha lors de la conquête française (1842).

La société Nemencha est encore marquée par le mode de vie agropastorale, même s'il a subi des mutations considérables. Les populations utilisent le piémont saharien en hiver, les hauteurs (1 000 m) en été, au printemps, les troupeaux remontent lentement pour profiter des jeunes steppes des contreforts montagneux. Cette achaba (transhumance) entre haut et bas pays met chaque année en mouvement plusieurs centaines de milliers de têtes.
Autrefois nomades ou semi-nomades, les Nemencha se sont progressivement sédentarisés pendant le XXe siècle. Ce mouvement de fixation s'est accéléré durant la guerre d’Algérie, par la création de certains villages de regroupement.
Le sentiment d'appartenance tribale est encore bien vivant. La majorité de la population est restée fidèle aux productions culturelles traditionnelles comme le chant et la musique chaouie. Plusieurs animateurs radio et télévision d'expression amazighe en Algérie sont originaires des Nemencha.